# Trương Thái Tôn
Trương Thái Tôn (30 tháng 11 năm 1925 – 1 tháng 9 năm 1998) là chính khách và nhà nông học, từng giữ chức Tổng Ủy viên Kinh tế Tài chánh, Tổng trưởng Bộ Kinh tế, Tổng trưởng Bộ Cải cách Điền địa và Canh nông Việt Nam Cộng hòa.

## Tiểu sử

### Thân thế và học vấn
Trương Thái Tôn sinh ngày 30 tháng 11 năm 1925 tại Sài Gòn, Nam Kỳ, Liên bang Đông Dương.:825
Ông theo học Trường Pétrus Ký. Năm 1956, tốt nghiệp Trường Nông nghiệp Quốc gia Toulouse và hành nghề kỹ sư canh nông.:825

### Sự nghiệp chính trị
Từ năm 1956 đến năm 1959, ông là giám sát viên viện trợ nước ngoài.:825 Năm 1959, ông được bổ nhiệm làm Giám đốc kỹ thuật Dự án Công nghiệp Đường Tuy Hòa và Bình Dương.:825 Năm 1960, ông công du qua Hawaii và Đài Loan nhằm điều tra ngành công nghiệp đường trong ba tháng.:826
Từ năm 1963 đến năm 1965, ông giữ chức Tổng trưởng Bộ Tài chánh và Phụ tá Thủ tướng Việt Nam Cộng hòa đồng thời là Giám đốc Công ty Quốc doanh Đường Bình Dương (ông còn là thành viên sáng lập của công ty này).:826:825 Từ năm 1965 đến năm 1966, ông là Tổng Ủy viên Kinh tế Tài chánh kiêm Quốc vụ khanh đặc trách Kinh tế.:825:6 Từ năm 1966 đến năm 1967, ông đổi sang làm Ủy viên Phụ tá Chủ tịch Ủy ban Hành pháp Trung ương.:825 Từ năm 1967 đến năm 1968, ông giữ chức Tổng trưởng Bộ Kinh tế.:825 Từ năm 1968 đến năm 1969, ông lên làm Tổng trưởng Bộ Cải cách Điền địa và Canh nông.:825

### Hoạt động kinh doanh
Từ năm 1969, ông là chủ tịch hội đồng quản trị Công ty Sữa Việt Nam (COSUVINA).:825 Từ năm 1970, ông giữ chức Chủ tịch Hội đồng Ngân hàng Mê Kông.:825 Ngoài ra, ông còn làm Chủ tịch kiêm Tổng Giám đốc Công ty Thủy sản Mê Kông.:825-826 Ông cũng là thành viên sáng lập ra ba công ty này.:826

### Sau năm 1975
Sau biến cố 30 tháng 4 năm 1975, ông cùng gia đình chạy sang Đài Loan tị nạn cộng sản.
Ông qua đời ngày 1 tháng 9 năm 1998 tại Canada.

## Đời tư
Trương Thái Tôn là người theo tín ngưỡng Phật giáo.:825 Ông đã kết hôn và có tất cả 5 người con (1974).:825

## Vinh danh

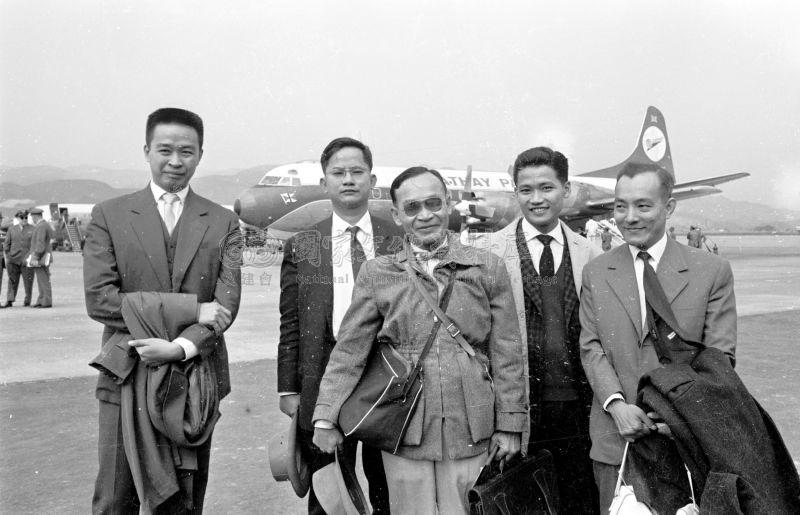
Ảnh chụp Trương Thái Tôn (đầu tiên từ bên phải) và các thành viên khác của phái đoàn Việt Nam Cộng hòa tham dự cuộc họp lần thứ hai của Ủy ban Hợp tác Kinh tế Trung–Việt đã bay đến Đài Bắc vào năm 1962.

### Huân chương Việt Nam Cộng hòa
- Chương Mỹ Bội Tinh Đệ Nhất Hạng.[4]:826
- Kinh Tế Bội Tinh Đệ Nhất Hạng.[4]:826
- Cựu Chiến Binh Bội Tinh Đệ Nhất Hạng.[4]:826

### Huân chương nước ngoài
- Huân chương Ngoại giao của Hàn Quốc.[4]:826
- Danh hiệu Datu Huân chương Sikatuna của Philippines.[4]:826
- Huân chương Cảnh tinh Đại thụ của Trung Hoa Dân Quốc (phê chuẩn ngày 13 tháng 11 năm 1965, trao tặng ngày 14 tháng 11 cùng năm).[4]:826[12][13]